# Ільченко Петро Іванович
Петро́ Іва́нович І́льченко (нар. 23 лютого 1954, с. Кислиця, Суворовський район, Одеська область, СРСР) — радянський та український театральний режисер. Заслужений діяч мистецтв України (2004), заслужений працівник культури АР Крим, професор, режисер-постановник Національного академічного драматичного театру ім. Івана Франко.

## Життєпис

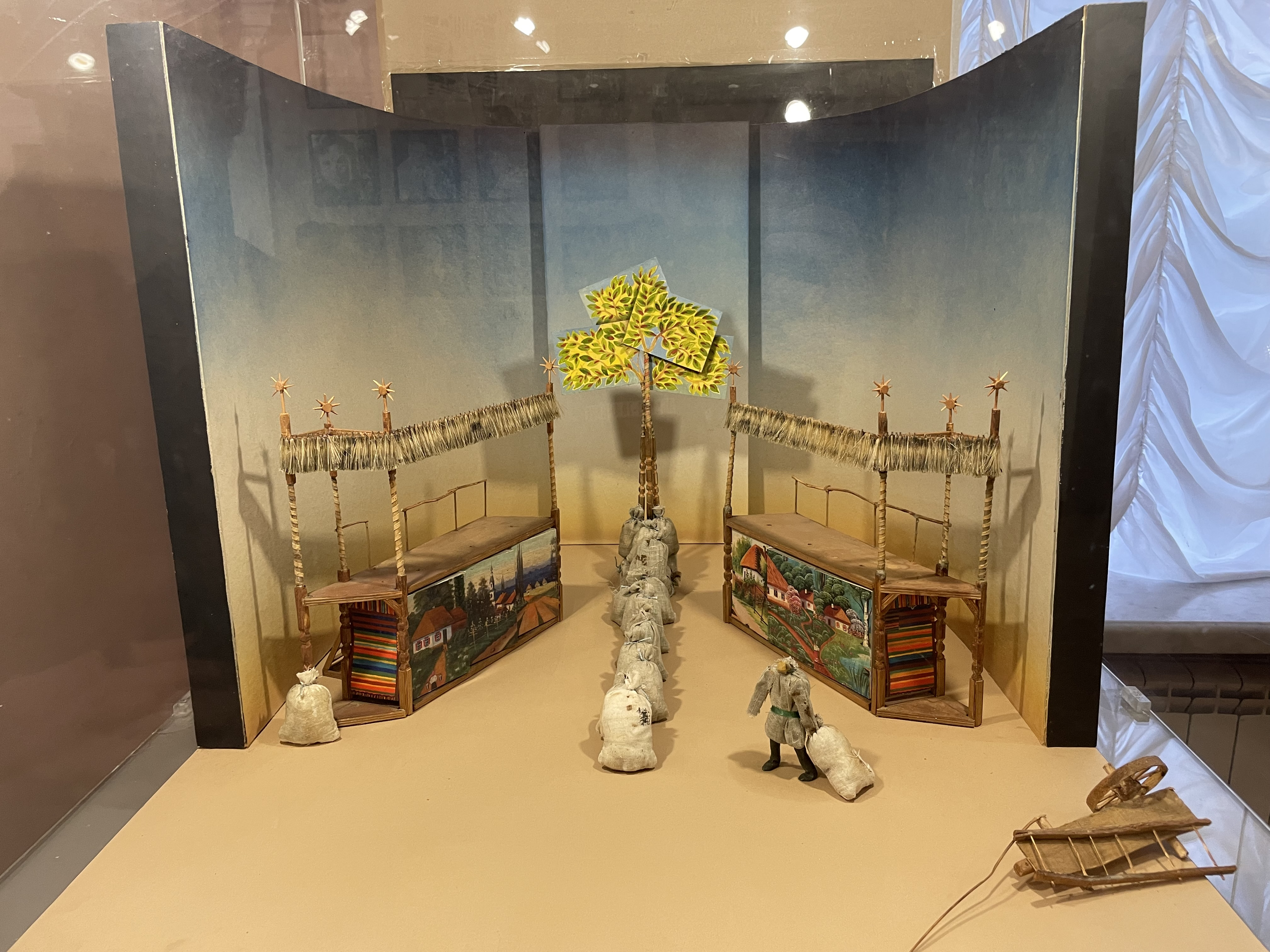
Макет до вистави «Кайдашева сім'я» (2007)

Народився 23 лютого 1954 року в с. Кислиця Суворовського району Одеської області.
Навчався у студії при Київському театрі оперети; з 1974 по 1981 роки працював артистом цього театру.
Після закінчення театрального інституту ім. Карпенка-Карого (курс Леоніда Олійника, педагог за фахом — Ростислав Коломієць), з 1981 року працює режисером-постановником театру ім. Івана Франко. Запрошення в театр отримав від Сергія Данченка. В результаті спільної роботи з художнім керівником з'явилися такі вистави як «Загибель ескадри», «Бал злодіїв», «За двома зайцями», «Біла ворона» та інші.
У 1989-1991 роках проходив навчання у Всесоюзному інституті підвищення кваліфікації працівників мистецтва на кафедрі режисури музичного театру у Бориса Покровського. Практику проходив у Большому театрі та Академічному театрі ім. Станіславського і Немировича-Данченка (Москва).
На киностуди «Укртелефільм» поставив художній телефільм «Регіон» (спільно з Рилєєвим). На Всесоюзній студії грамзапису записав казку-мюзикл Сергія Михалкова і Б. Яновського «Сміх і сльози»; здійснив ряд записів радіовистав на «Українському радіо».
В різний час виступав постановників урочистих концертів, творчих вечорів, бенефісів, масових свят на республіканському та міському рівнях.
Викладає в Національній музичній академії України ім. Петра Чайковського, Київському національному університеті культури і мистецтв, Національній академії керівних кадрів культури і мистецтв. Серед його випускників — директор Херсонського обласного театру ім. Миколи Куліша Олександр Книга, художній керівник Житомирського обласного театру ім. В. Кочерги Наталія Тімошкіна, режисерка київського молодіжного театру «Відкритий Погляд» та директорка — художня керівниця театру «Золоті ворота» Ксенія Ромашенко, режисер та художній керівник Київського академічного театру драми і комедії на лівому березі Дніпра Станіслав Жирков, режисерка київської театру-студії «Splash» та співзасновниця театральної групи «Rofl Monkey Lalala» Вікторія Манолє та інші.

## Режисерські роботи в театрі
Як режисер реалізував понад 40 робіт.
Учбовий театр
- 1980 — «Дядя Ваня» за п'єсою Антона Чехова (студентська робота)

Національний академічний драматичний театр імені Івана Франка
- 1980, 30 грудня — «Вікентій Премудрий» Ярослава Стельмаха
- 1981, 23 лютого — «Загибель ескадри» Олександра Корнійчука (співрежисер Сергія Данченко)
- 1981, 5 грудня — «Ретро» Олександра Галіна (співрежисер Володимира Лизогуба)
- 1982, 22 травня — «Камінь русина» Олексія Коломійця (співрежисер Дмитра Алексідзе)
- 1983, 30 грудня — «Сльози і сміх» Сергія Михалкова
- 1984, 15 лютого — «Регіон» Миколи Зарудного (співрежисер Сергія Данченко)
- 1984, 8 вересня — «Мата Харі» Неда Йорданова (співрежисер Хрісто Крчмарова)
- 1986, 30 грудня — «Дванадцять місяців» Самуїл Маршака
- 1988, 10 березня — «Жанна» Олександра Галіна
- 1990, 24 березня — «Цар Плаксій та Лоскотон» Василя Симоненка за п’єсою В. Тульчина
- 1991, 16 березня — «Біла ворона» Юрія Рибчинського та Генадія Татарченка (співрежисер Сергія Данченко)
- 1992, 22 лютого — «Привиди» Едуардо Де Філіппо
- 1992, 30 грудня — «Диво в лісі» Якова Козлова
- 1995, 11 листопада — «Житейське море» Івана Карпенка-Карого
- 1998, 22 березня — «Бал злодіїв» Жана Ануя (співрежисер Сергія Данченко)
- 1999, 15 жовтня — «Шельменко-денщик» за однойменною п'єсою Григорія Квітки-Основ'яненка
- 2000, 23 березня — «За двома зайцями» за однойменною п'єсою Михайла Старицького (співрежисер Сергія Данченко)
- 2001, 28 грудня — «Мартин Боруля» за однойменною п'єсою Івана Карпенка-Карого
- 2002, 28 грудня — «Хоробрий півник» опера-казка Наталки Забіли за мотивами «Коли зійде місяць» Богдана Янівського
- 2003, 7 травня — «Цар Едіп» за п'єсою Софокла (співрежисер Роберта Стуруа)
- 2003, 21 грудня — «Ех, мушкетери, мушкетери…» за п'єсою «Ваш назавжди» Євгена Євтушенка (за мотивами за мотивами творів Александра Дюма) на музику Юрія Шевченка (переклад віршів Анатолія Навроцького, переклад Володимира Іконникова та Дмитра Чирипюка) (співрежисер Дмитра Чирипюка)
- 2004, 12 грудня — «Сентиментальний круїз» Тамари Кандали
- 2007, 28 грудня — «Кайдашева сім'я» за однойменною повістю Івана Нечуй-Левицького (художник — Андрій Александрович-Дочевський)[5][6]
- 2009, 26 грудня — «Котигорошко. І покотилася горошина…» Анатолія Навроцького та Івана Небесного за мотивами народної казки
- 2010, 14 листопада — «Самотня леді» Ігоря Афанасьєва (художник — Олена Богатирьова)[7]
- 2011, 25 грудня — «Попелюшка» Євгена Шварца (художник — Катерина Маркуш)
- 2014, 11 листопада — «Хазяїн» Івана Карпенка-Карого (художник — Олексій Гавриш)[8]
- 2017, 27 квітня — «Скупий, або Школа брехні» за п'єсою п'єсою Мольєра (художник — Олексій Вакарчук)[9]
- 2019, 12 березня — «Сторонні серед нас» Аарона Бушковскі (художник — Анна Духовична)[10][11]
- 2021, 25 червня — «Комедія на руїнах» за мотивами п'єси «На руїнах» Марка Кропивницького (художник — Анна Духовична)
- 2023, 7 жовтня — «Житейське море» за однойменною п'єсою Івана Карпенка-Карого[12]

Київський національний академічний театр оперети
- 1997, 26 грудня — «Помста Снігової королеви» Юрія Шевченка, Олександра Биструшкіна (співрежисер Дмитра Чирипюка)
- 1998, 25 червня — «Поргі і Бесс» опера Джорджа Гершвіна
- 2000, 9 листопада — «Клокло» Франца Легара
- 2002, 25 червня — «Граф Люксембург» Франца Легара[13]

Національна музична академія України імені Петра Чайковського (оперна студія)
- 2000, 9 листопада — «Царева наречена» опера Миколи Римського-Корсакова

## Нагороди та визнання
- 2004 — Заслужений діяч мистецтв України[14]
- 2004 — Почесний знак за досягнення в розвитку культури і мистецтв
- Лауреат премії Кабінету Міністрів України імені Лесі Українки
- Подяка київського міського голови із врученням знака та іменних годинників